# Melanargia akis
Melanargia akis är en fjärilsart som beskrevs av Hans Fruhstorfer 1910. Melanargia akis ingår i släktet Melanargia och familjen praktfjärilar. Inga underarter finns listade i Catalogue of Life.